# Sagwa the Chinese Siamese Cat
Sagwa the Chinese Siamese Cat là một chương trình truyền hình Mỹ dành cho thiếu nhi mở đường cho những chương trình pha trộn cả giáo dục cả giải trí (edutainment).